# شودان
شودان یک رشته ورزشی ویژه نابینایان و معلولان بینایی است که می‌تواند جایگزین هاکی روی میز یا تنیس روی میز در جامعه نابینایان باشد. این ورزش به سرعت در سراسر جهان گسترش یافت. بازیکنان بینا نیز می‌توانند این بازی را انجام دهند٬ اما اجازه حضور در مسابقات فدراسیون بین‌المللی ورزش‌های نابینایان (IBSA) را ندارند.
شودان به‌طور وسیعی در اروپا رشد پیدا کرد٬ اما در آسیا٬ آفریقا٬ آمریکای جنوبی و آمریکای شمالی نیز به آن می‌پردازند. پس از موفقیت شودان در بازی‌های پارالمپیک ۱۹۹۶ آتلانتا٬ نمایندگان بیش از ۳۰ کشور به عضویت کمیته فرعی شودان فدراسیون بین‌المللی ورزش‌های نابینایان درآمدند. آنان اطلاعاتی درباره تجهیزات٬ برنامه کاری و قواعد می‌خواستند تا بتوانند در کشور خود به این بازی بپردازند. کمیته شودان ایبسا٬ همواره با تلاش برای داشتن مسابقات قهرمانی بین‌المللی٬ از طریق تشویق برگزاری مسابقات ملی و منطقه‌ای شودان٬ امیدوارانه نیل به تإمین نظر پارالمپیک را دنبال می‌کند.
 

## تجهیزات
این ورزش برای شروع نسبتاً گران نیست٬ یک حفاظ کوچک نیاز دارد٬ و می‌تواند در یک اتاق معمولی انجام گردد. تنها تجهیزات مورد نیاز٬ یک میز طراحی‌شده مخصوص٬ یک جفت راکت٬ توپ مخصوص که ساچمه‌هایی برای صدادار کردنش درون آن جاسازی شده است٬ چشم‌بندهای غیر شفاف٬ و دستکش برای محافظت دست در برابر ضربه. میز می‌تواند در صورت لزوم از هم جدا و در گوشه‌ای نهاده شود.

## چگونگی انجام بازی
این بازی توسط دو بازیکن٬ روی یک میز مستطیل‌شکل٬ با یک تخته میانی (به جای تور در پینگ‌پنگ) و دو حفره گل در دو عرض آن انجام می‌شود. هدف آن است که توپ بر روی میز٬ زیر تخته میانی حرکت کند و در حفره گل رقیب جای گیرد٬ در حالی که رقیب می‌کوشد از ورود توپ به گل خود پیشگیری نماید. بازیکنان باید برای اطمینان از قادر نبودن بر دیدن توپ٬ از چشم‌بند استفاده کنند. بازی همیشه با یک سرویس آغاز می‌شود. برای سرویس صحیح٬ بازیکنان باید توپ را پیش از گذر از زیر تخته میانی٬ یک بار به کناره دیواره میز بزنند. اگر این کار به درستی انجام نگیرد٬ ۱ امتیاز به حریف داده خواهد شد. هر بازیکن دو بار متوالی سرویس می‌زند. هر بازیکن برای هر گل دو امتیاز و وقتی حریفش توپ را به تخته میانی یا به بیرون از میز بزند٬ توپ یا منطقه گل را با دست لمس کند٬ توپ را با هر شیء دیگری لمس کند یا آن را بیش از دو ثانیه سد نماید یا نگاه دارد٬ توپ را برای رقیب بی‌صدا سازد٬ یک امتیاز به دست می‌آورد. همچنین اگر حریف بدون کسب اجازه قبلی به چشمبندش دست بزند یک امتیاز دریافت خواهد کرد.
مسابقات معمولاً در سه ست٬ و به صورت برد دو ست از سه ست انجام می‌شود. در هر ست٬ نخستین بازیکنی که زودتر به یازده امتیاز با فاصله دو امتیاز یا بیشتر برسد٬ برنده آن ست است. مسابقات نیم‌نهای و نهای به‌طور استثنا به صورت برد سه ست از پنج ست برگزار می‌گردد. بازیکنان در پایان هر ست در دو سمت میز جای خود را عوض می‌کنند٬ و در ست پایانی پس از کسب ۶ امتیاز توسط یکی از بازیکنان٬ این کار انجام می‌گیرد. تماشاگران باید در طول مسابقه سکوت را رعایت نمایند تا مزاحم بازیکنان برای شنیدن صدای توپ نشوند. به‌هرحال٬ تشویق پس از سوت داور (به نشانه توقف بازی) مجاز است.

## تاریخچه
در دهه ۱۹۶۰ (میلادی)٬ یک نابینای مطلق اهل کانادا به نام جو لوئیز٬ خواست ورزشی انفرادی بیابد که  نابینایان و معلولان بینایی بدون کمک یار بینا بتوانند آن را بازی کنند.  او سرانجام ورزش شودان را ابداع نمود که تا امروز معلولان بینایی همچون بینایان در سراسر جهان به آن می‌پردازند. در طول سال‌ها٬ یک قهرمان نابینای مطلق کانادایی به نام پاتریک یورک٬ درتهذیب قوانین و تجهیزات با لوئیز همکاری کرده‌است. دیگر قوانین برای ساخت این بازی به شکل امروزی٬ از نقاط مختلف جهان افزوده شده‌اند.
شودان در نخستین گامش به عنوان یک ورزش مفرح در خلال المپیاد معلولان جسمی ۱۹۸۰ در ارنهام هلند٬ به یک موفقیت بین‌المللی دست یافت.
جرقه جلب توجه بین‌المللی زده شد و شودان به صورت تشریفاتی در: المپیک معلولان ۱۹۸۴ لانگ‌آیلند ایالات متحده آمریکا٬ بازی‌های پارالمپیک تابستانی ۱۹۸۸ سئول کره جنوبی٬ مسابقات جوانان جهان ۱۹۹۰ فرانسه٬ قهرمانی جهان ۱۹۹۰ در هلند٬ بازی‌های پارالمپیک تابستانی ۱۹۹۲ بارسلونا اسپانیا و بازی‌های پارالمپیک تابستانی ۱۹۹۶ آتلانتا ایالات متحده آمریکا بازی شد.
امروزه٬ شودان به‌طور گسترده در سراسر اروپا٬ و نیز در کشورهای اندکی در آفریقا٬ آسیا و آمریکا جنوبی بازی می‌شود. در آمریکای شمالی جایی که ابداع گردید٬ آرام آرام در حاشیه مسیر اصلی به هر حال به پیش می‌رود.

## شودان در کشورها

### آسیا
اطلاعات اندکی از گسترش شودان در آسیا در دست است. در فیلیپین این بازی را از همین اواخر آغاز نمودند. در مغولستان در شرف انجام آن هستند. بحرین و کویت یک میز خریده و در سال‌های اخیر به آن پرداخته‌اند. در چین و ژاپن سال‌های اندکی است که این ورزش را انجام می‌دهند. متأسفانه این همه اطلاعات در دسترس ما از آسیا است.

### اروپا
شودان دست کم در ۲۰ کشور اروپایی بازی می‌شود٬ از جمله:
آلمان٬ استونی٬ اسلواکی٬ اسلوونی٬ ایتالیا٬ بلژیک٬ بلغارستان٬ ترکیه٬ جمهوری چک٬ دانمارک٬ سوئد٬ فرانسه٬ فنلاند٬ قبرس٬ لتونی٬ لهستان٬ لیتوانی٬ مجارستان٬نروژ٬ هلند.

### آفریقا
می‌دانیم که شودان در این کشورهای آفریقایی بازی می‌شود: اوگاندا٬ غنا٬ کنیا٬ ماراکو و آفریقای شمالی.
این مطلب اثبات می‌کند که به دست آوردن اطلاعات درباره تعداد بازیکنان و میزان انجام بازی توسط آنان واقعاً سخت است.

### آمریکای شمالی
در ایالات متحده آمریکا٬ جیمز مسترو به آموزش چگونگی شودان٬ یا چنان‌که خود می‌نامد شودان قدرتی٬ به افراد می‌پردازد. همچنین اخیراً میزهایی برای آن ساخته است٬ و این ورزش در ۶ ایالت مختلف بازی می‌شود.
بیشتر مردم با انگیزه‌های عمدتاً تفریحی به این ورزش می‌پردازند که این امر آغاز حرفه‌ای آن را مشکل می‌سازد.

### آمریکای جنوبی
بازیکنان این ورزش را از هلند به سورینام آورده‌اند.
در کلمبیا با ساخت نخستین میز شودانشان٬ این بازی را در دسامبر ۲۰۰۹ آغاز کردند. یک بازیکن شودان اهل فرانسه به نام متیو جاگلر٬ با شور و جدیت آنان را در آغاز کار یاری نمود.

## قهرمانی‌ها و مسابقات
مسابقات قهرمانی ملی در کشورهای اروپایی استونی٬ اسلواکی٬ اسلوونی ٬ ایتالیا ٬ جمهوری چک ٬ دانمارک ٬ سوئد٬ فنلاند ٬ قبرس ٬ لیتوانی و هلند برگزار می‌گردد.
نخستین دوره مسابقات رسمی قهرمانی جهان فدراسیون جهانی ورزش‌های نابینایان و کم‌بینایان در آگوست ۲۰۰۹ در استکهلم سوئد و با شرکت کشورهای آلمان٬ ایتالیا٬ ایران٬ سوئد٬ لهستان٬ جمهوری چک٬ کانادا٬ اسلوونی٬ اسلواکی٬ استونی٬ هلند٬ ماراکو٬ ایالات متحده آمریکا٬ فنلاند و دانمارک برگزار شد. آخرین قهرمانان جهان٬ اسون ون د ویج از هلند و جانا فرر از اسلوونی هستند.